# 罗城岭鳅
罗城岭鳅（学名：Oreonectes luochengensis）为輻鰭魚綱鯉形目條鰍科岭鳅属的一种鱼类。其种加词“luochengensis”意为“罗城的”。
2008年9月，罗城岭鳅首次发现于广西罗城县天河鎮境内的一个洞穴中，属西江水系。种名来源于发现地罗城县，正模标本KIZ 20100030073现保存于中国科学院昆明动物研究所鱼类标本库。目前，已知的分布地点仅为首次发现的洞穴。本魚體延長，頭扁平，吻圓鈍，口下位，觸鬚3對，眼大，頭部及腹、胸部無鱗片，身體鱗片埋於皮膚下方，側線不完全，尾鰭截形，體色乳白色，身體無斑。